# Lacon punctatus
Lacon punctatus é uma espécie de insetos coleópteros polífagos pertencente à família Elateridae.
A autoridade científica da espécie é Herbst, tendo sido descrita no ano de 1779.
Trata-se de uma espécie presente no território português.